# Sardinian International Championships 2001
Il Sardinian International Championships 2001 è stato un torneo di tennis facente parte della categoria ATP Challenger Series nell'ambito dell'ATP Challenger Series 2001. Il torneo si è giocato a Cagliari in Italia dal 1 al 7 ottobre 2001 su campi in terra rossa.

## Vincitori

### Singolare
Fernando Vicente ha battuto in finale  David Sánchez con il punteggio di 4–6, 6–2, 6–4

### Doppio
Juan Ignacio Carrasco /  Álex López Morón hanno battuto in finale  Marc López /  Fernando Vicente con il punteggio di 6–2, 4–6, 6–4